# Amhyadesia bartschae
Amhyadesia bartschae is een mijtensoort uit de familie van de Hyadesiidae. De wetenschappelijke naam van de soort is voor het eerst geldig gepubliceerd in 1992 door Luxton.